# ناگهان (فیلم ۲۰۲۳)
ناگهان (به انگلیسی: Suddenly (2023 film)) یک فیلم مهیج بقا محصول ۲۰۲۳ فرانسوی توسط توماس بیدگین است که درباره زن و شوهری با روابط تیره‌ای است که برای زنده ماندن در جزیره‌ای متروک تلاش می‌کنند.

## تولید
در اوایل سال ۲۰۱۹، ونسا کربی و جیک جیلنهال به عنوان رهبران این پروژه که قرار بود اولین کار انگلیسی زبان راستی باشد، انتخاب شدند.با این حال، به دلیل اصطکاک بین راستی (کارگردان) و جیلنهال، فیلم بود.